# Sainte-Segrée
Sainte-Segrée est une commune française située dans le département de la Somme, en région Hauts-de-France.

## Géographie

### Localisation
Sainte-Segrée est un village picard de l'Amiénois.
À vol d'oiseau, la localité est située à 5 km au sud-ouest de Poix-de-Picardie, 10 km au nord de Grandvilliers, 32 km au sud-ouest d'Amiens, 37 km au nord-ouest de Beauvais et à 39 km au sud d'Abbeville.
Le territoire de la commune est limitrophe de ceux de cinq communes.      
Les communes limitrophes sont Éplessier, Hescamps, Meigneux, Saulchoy-sous-Poix et Thieulloy-la-Ville.

### Hydrographie

#### Réseau hydrographique
La commune est située dans le bassin Artois-Picardie. Elle est drainée par.
La rivière de Poix, d'une longueur de 14 km, prend sa source dans la commune de Hescamps et se jette  dans l'Évoissons à Frémontiers, après avoir traversé neuf communes.

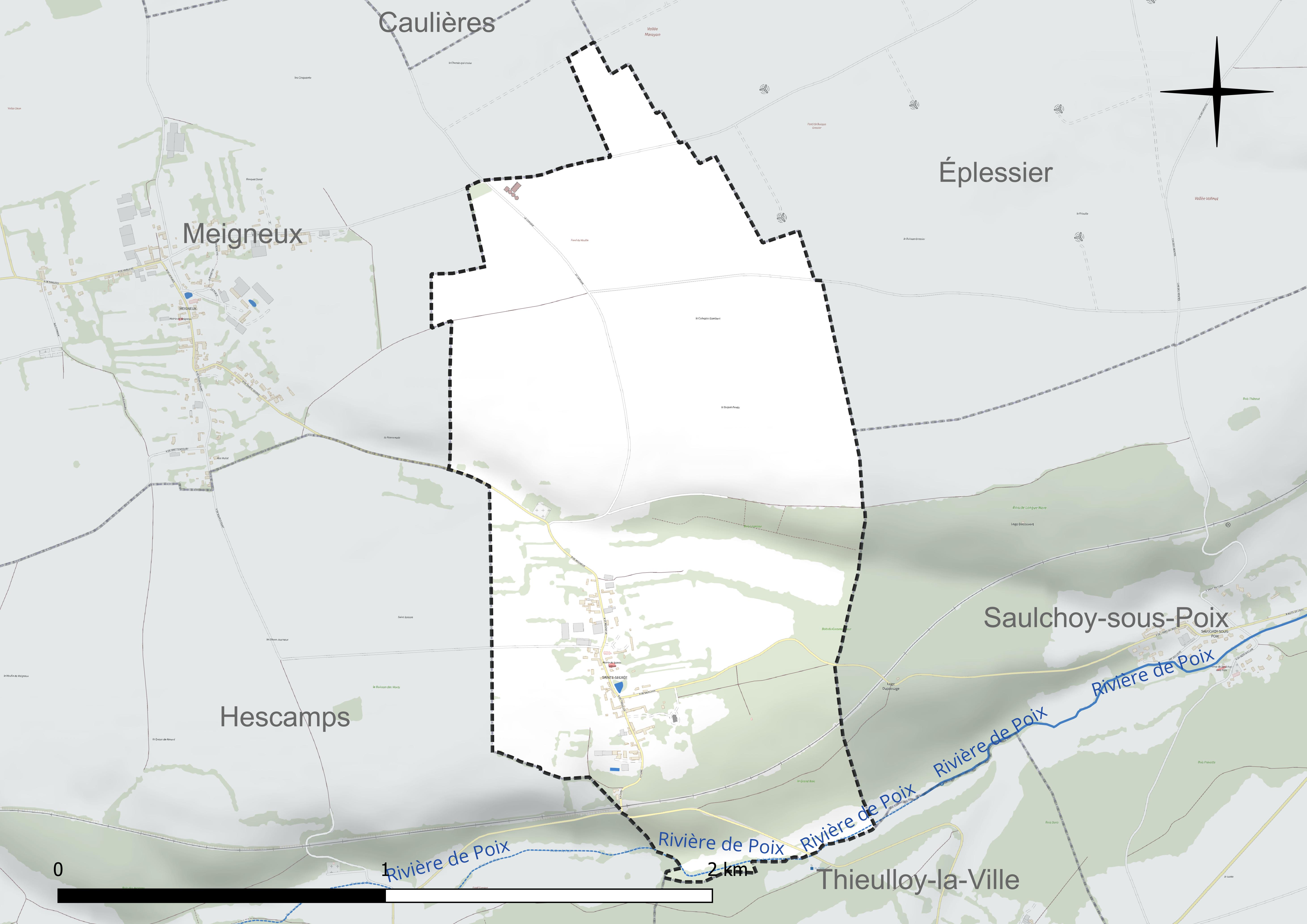
Réseau hydrographique de Sainte-Segrée.

#### Gestion et qualité des eaux
Le territoire communal est couvert par le schéma d'aménagement et de gestion des eaux (SAGE) « Somme aval et Cours d'eau côtiers ». Ce document de planification concerne un territoire de 1 835 km2 de superficie, délimité par le bassin versant de la Somme canalisée. Le périmètre a été arrêté le 29 avril 2010 et le SAGE proprement dit a été approuvé le 6 août 2019. La structure porteuse de l'élaboration et de la mise en œuvre est le syndicat mixte d'aménagement hydraulique du bassin versant de la Somme (AMEVA).
La qualité des cours d'eau peut être consultée sur un site dédié géré par les agences de l'eau et l'Agence française pour la biodiversité.

### Climat
Pour des articles plus généraux, voir Climat des Hauts-de-France et Climat de la Somme.
En 2010, le climat de la commune est de type climat océanique dégradé des plaines du Centre et du Nord, selon une étude du CNRS s'appuyant sur une série de données couvrant la période 1971-2000. En 2020, Météo-France publie une typologie des climats de la France métropolitaine dans laquelle la commune est exposée à un climat océanique et est dans la région climatique Côtes de la Manche orientale, caractérisée par un faible ensoleillement (1 550 h/an) ; forte humidité de l'air (plus de 20 h/jour avec humidité relative > 80 % en hiver), vents forts fréquents.
Pour la période 1971-2000, la température annuelle moyenne est de 10 °C, avec une amplitude thermique annuelle de 14,4 °C. Le cumul annuel moyen de précipitations est de 819 mm, avec 12,6 jours de précipitations en janvier et 8,4 jours en juillet. Pour la période 1991-2020, la température moyenne annuelle observée sur la station météorologique la plus proche, située sur la commune de Saint-Arnoult à 15 km à vol d'oiseau, est de 10,4 °C et le cumul annuel moyen de précipitations est de 797,2 mm,. Pour l'avenir, les paramètres climatiques de la commune estimés pour 2050 selon différents scénarios d'émission de gaz à effet de serre sont consultables sur un site dédié publié par Météo-France en novembre 2022.

## Urbanisme

### Typologie
Au 1er janvier 2024, Sainte-Segrée est catégorisée commune rurale à habitat dispersé, selon la nouvelle grille communale de densité à sept niveaux définie par l'Insee en 2022.
Elle est située hors unité urbaine. Par ailleurs la commune fait partie de l'aire d'attraction d'Amiens, dont elle est une commune de la couronne,. Cette aire, qui regroupe 369 communes, est catégorisée dans les aires de 200 000 à moins de 700 000 habitants,.

### Occupation des sols
L'occupation des sols de la commune, telle qu'elle ressort de la base de données européenne d'occupation biophysique des sols Corine Land Cover (CLC), est marquée par l'importance des territoires agricoles (82,8 % en 2018), une proportion identique à celle de 1990 (82,8 %). La répartition détaillée en 2018 est la suivante : terres arables (60 %), prairies (22,8 %), forêts (17,2 %). L'évolution de l'occupation des sols de la commune et de ses infrastructures peut être observée sur les différentes représentations cartographiques du territoire : la carte de Cassini (XVIIIe siècle), la carte d'état-major (1820-1866) et les cartes ou photos aériennes de l'IGN pour la période actuelle (1950 à aujourd'hui).

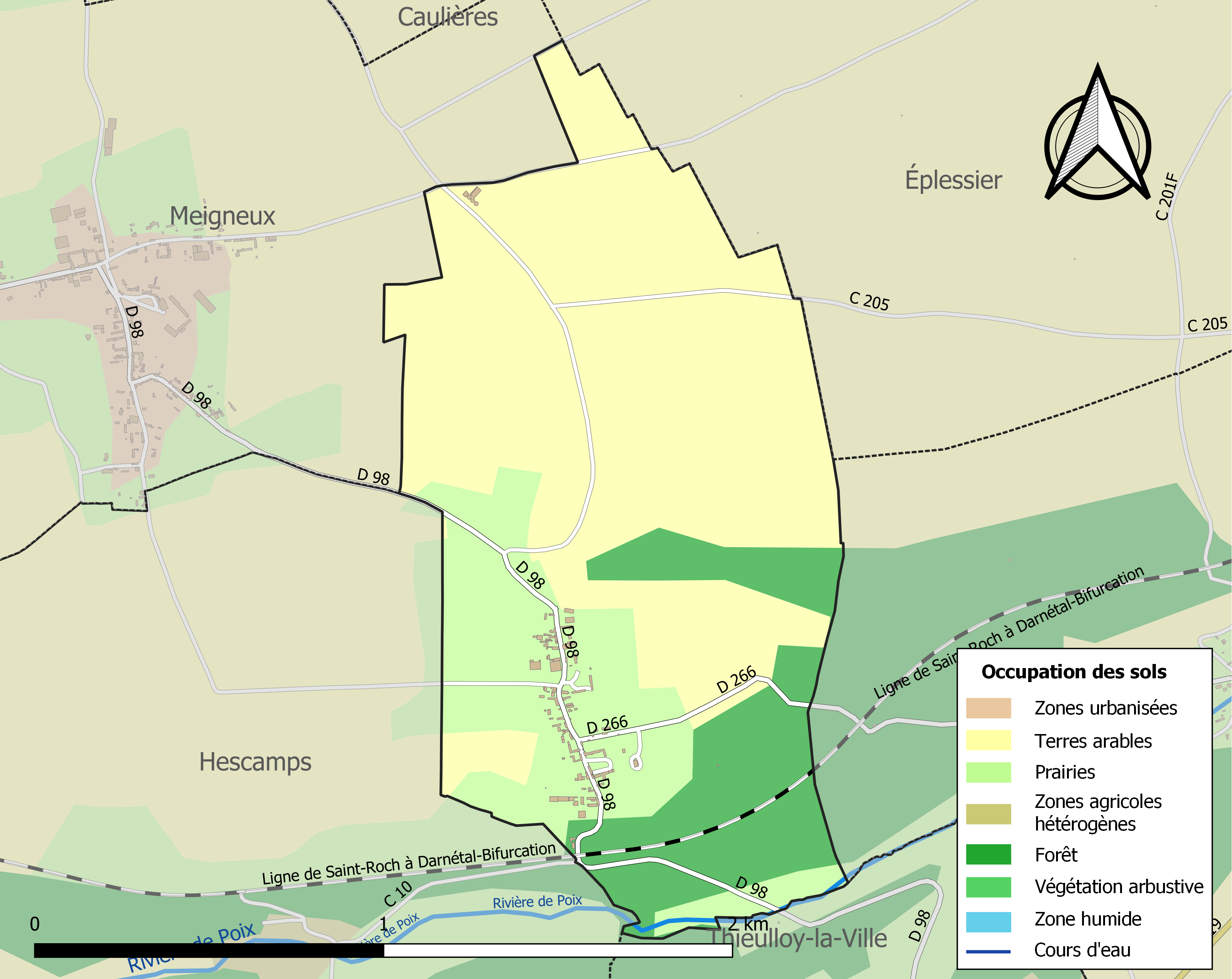
Carte des infrastructures et de l'occupation des sols de la commune en 2018 (CLC).

### Voies de communication et transports

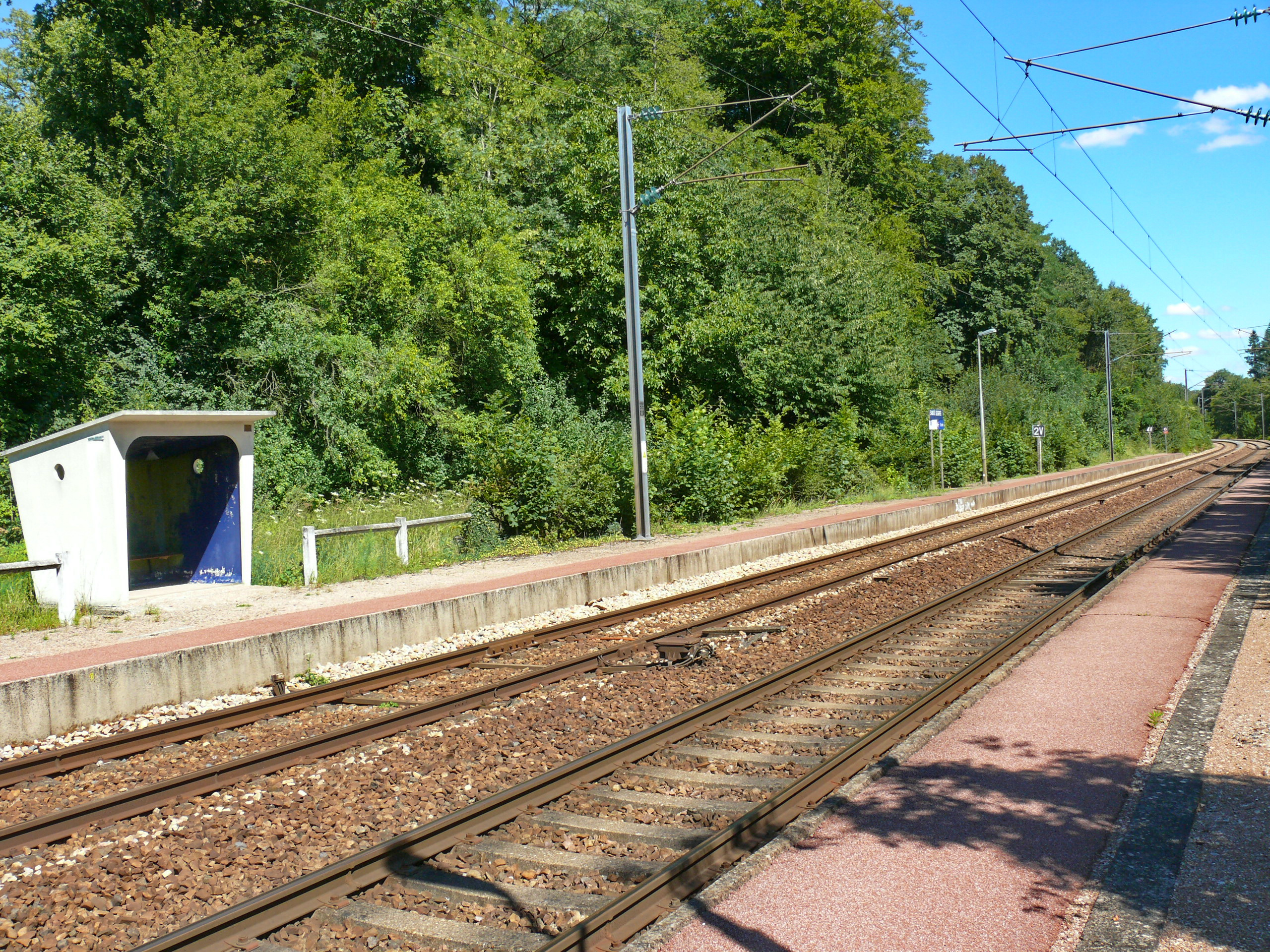
La station de Sainte-Segrée, sur la ligne Amiens-Rouen, n'est constituée que par deux quais accessibles par un passage à niveau, sans bâtiment ni distributeur de tickets.

Sainte-Segrée est aisément accessible par les anciennes routes nationales RN 29 (actuelle RD 1029) et 319 (actuelle RD 919).
En venant d'Amiens ou de Rouen, elle l'est aussi par l'autoroute A 29 et ses sorties d'Haudricourt ou Poix de Picardie ; en venant de Paris ou de Calais par l'autoroute A 16 et sa sortie d'Hardivillers
Le territoire communal est traversé par la ligne de chemin de fer Amiens - Rouen. Une station sur cette ligne a permis jusqu'en 2012,  la desserte ferroviaire pour les voyageurs.

## Toponymie
Le nom de la localité est attesté sous les formes Sancta Sigrada ; Saintegrée (1301) ; Sainte Grée (1495) ; Saincte-Grée (1507) ; Sainte Giee (1648) ; S. Grée (1710) ; Sainte Segrez (1731) ; S. Segrée (1733) ; Sainte Segrée (1757) ; S. Segret (1763) ; Sainte Sergrez (1695).
Le village tire son nom de Sainte Sigrade (Sigrada), sœur de l'évêque de Poitiers. L'église de la commune lui est dédiée.

## Histoire

### Sainte Sigrade
Le village tire son nom de Saint Sigrade, sœur de l'évêque de Poitiers, Didon, sœur aussi de Bereswinthe, mariée avec Etichon Adalric, duc d'Alsace. Ces derniers sont les parents d'Odile de Hohenbourg, qui sera canonisée au XIe siècle.
Certains rattachent Sigrade à la dynastie des Hugobertides.
Sigrade épouse Bodilon, dont elle a au moins Léger, qui sera évêque d'Autun dans la seconde moitié du VIIe siècle, et Guérin, auteur des comtes de Vergy. Tous trois s'opposent au maire du Palais Ebroïn, qui souhaite étendre son influence dans les provinces voisines des siennes, en particulier en Bourgogne. Ebroïn, les persécute et fait assassiner Guérin, vers 669 ou 674, puis Léger, en 678 ou 679. Pour assurer sa protection, Sigrade se retire à l'abbaye Notre-Dame de Soissons, récemment fondée, où elle mène une vie de sainteté et meurt finalement après ses fils. Sa mémoire y sera ensuite vénérée. Leur piété, leur refus de la violence et leur défense des droits de l'Eglise valent à Sigrade et à ses deux fils d'être canonisés par l'Eglise catholique.

### Depuis le Moyen Âge
Comme ceux des environs, le village est brûlé par Charles le Téméraire en 1472 et l'église reconstruite à la suite.
La seigneurie de Sainte-Segrée, mouvante de celle de Poix, s'est transmise successivement aux familles de Monsures (depuis le milieu du XVe siècle), d'Hébert (depuis 1653) et du Passage (depuis 1760), sans sortir de la descendance des Monsures.
Sainte Segrée appartenait avant la Révolution à la province de Picardie, au Bailliage d'Amiens, à la généralité d'Amiens, au diocèse d'Amiens et au doyenné de Poix.

## Politique et administration

### Rattachements administratifs et électoraux
La commune se trouve dans l'arrondissement d'Amiens du département de la Somme. Pour l'élection des députés, elle fait partie depuis 2012 de la quatrième circonscription de la Somme.
Elle fait partie depuis 1801 du canton de Poix-de-Picardie. Dans le cadre du redécoupage cantonal de 2014 en France, ce canton, où la commune reste intégrée, est modifié et agrandi.
Elle se situe dans l'amiénois, non loin des limites du Vimeu.

### Intercommunalité
La commune était membre de la communauté de communes du Sud-Ouest Amiénois (CCSOA), créée en 2004.
Dans le cadre des dispositions de la loi portant nouvelle organisation territoriale de la République du 7 août 2015, qui prévoit que les établissements publics de coopération intercommunale (EPCI) à fiscalité propre doivent avoir un minimum de 15 000 habitants, la préfète de la Somme propose en octobre 2015 un projet de nouveau schéma départemental de coopération intercommunale (SDCI) qui prévoit la réduction de 28 à 16 du nombre des intercommunalités à fiscalité propre du département.
Ce projet prévoit la « fusion des communautés de communes du Sud-Ouest Amiénois, du Contynois et de la région d'Oisemont », le nouvel ensemble de 37 412 habitants regroupant 120 communes,. À la suite de l'avis favorable de la commission départementale de coopération intercommunale en janvier 2016, la préfecture sollicite l'avis formel des conseils municipaux et communautaires concernés en vue de la mise en œuvre de la fusion.
La communauté de communes Somme Sud-Ouest (CC2SO), dont est désormais membre la commune de Sainte Segrée, est ainsi créée au 1er janvier 2017.

### Liste des maires
| Période                                  | Période                   | Identité          | Étiquette | Qualité           |
| ---------------------------------------- | ------------------------- | ----------------- | --------- | ----------------- |
| Les données manquantes sont à compléter. |                           |                   |           |                   |
| 1977                                     | mai 2020                  | Gérard Desmarest  |           |                   |
| mai 2020                                 | En cours (au 29 mai 2020) | Olivier Desmarest |           | Fils du précédent |

## Population et société

### Démographie
L'évolution du nombre d'habitants est connue à travers les recensements de la population effectués dans la commune depuis 1793. Pour les communes de moins de 10 000 habitants, une enquête de recensement portant sur toute la population est réalisée tous les cinq ans, les populations de référence des années intermédiaires étant quant à elles estimées par interpolation ou extrapolation. Pour la commune, le premier recensement exhaustif entrant dans le cadre du nouveau dispositif a été réalisé en 2004.

En 2022, la commune comptait 48 habitants, en évolution de −18,64 % par rapport à 2016 (Somme : −1,26 %, France hors Mayotte : +2,11 %).
| 1793 | 1800 | 1806 | 1821 | 1831 | 1836 | 1841 | 1846 | 1851 |
| ---- | ---- | ---- | ---- | ---- | ---- | ---- | ---- | ---- |
| 176  | 173  | 202  | 168  | 157  | 160  | 153  | 160  | 150  |

| 1856 | 1861 | 1866 | 1872 | 1876 | 1881 | 1886 | 1891 | 1896 |
| ---- | ---- | ---- | ---- | ---- | ---- | ---- | ---- | ---- |
| 138  | 154  | 134  | 136  | 111  | 109  | 115  | 111  | 102  |

| 1901 | 1906 | 1911 | 1921 | 1926 | 1931 | 1936 | 1946 | 1954 |
| ---- | ---- | ---- | ---- | ---- | ---- | ---- | ---- | ---- |
| 89   | 84   | 75   | 80   | 96   | 79   | 70   | 86   | 76   |

| 1962 | 1968 | 1975 | 1982 | 1990 | 1999 | 2004 | 2006 | 2009 |
| ---- | ---- | ---- | ---- | ---- | ---- | ---- | ---- | ---- |
| 75   | 92   | 88   | 76   | 50   | 56   | 57   | 54   | 59   |

| 2014 | 2019 | 2022 | - | - | - | - | - | - |
| ---- | ---- | ---- | - | - | - | - | - | - |
| 60   | 52   | 48   | - | - | - | - | - | - |

### Enseignement
L'école locale ferme en 1960. La commune en fait sa mairie.

## Culture locale et patrimoine

### Lieux et monuments
- Église Sainte-Sigrade[22], du début du XVIe siècle, en calcaire sur soubassement en brique. On remarque à l'intérieur la corniche en bois de chêne ornée de sculptures, à la base de la voûte ; au dessus du maître autel, le grand portrait de Sainte Sigrade, patronne du village, peint au milieu du XIXe siècle par l'artiste amiénois Aubin Normand[37] ; les fragments de la litre armoriée, peinte autour de l'église, au décès de Louis Bernard d'Hébert, en 1760[38]. Sainte Segrée appartient aujourd'hui au regroupement paroissial de Notre-Dame de Poix de Picardie.
- Château de Sainte-Segrée : partie centrale construite dans la première moitié du XVIIe siècle, réaménagée sous Louis XV, parties latérales des XVIIIe et XIXe siècles[39], son parc[40] et le sous-bois qui le jouxte. Dans le parc, chapelle de l'Assomption de la Sainte Vierge, édifiée en 1876 par Maurice du Passage à la demande de son épouse[41].
- Circuits de randonnée pédestre des Évoissons[42] (35 km) et de Sainte-Segrée[43] (9 km).
- La gare de chemins de fer et la maison de garde-barrière voisine ont été détruites lors de l'électrification de la ligne de chemin de fer, en 1984.